# Тюй (село)
Тюй — село в Чернушинском районе Пермского края. Административный центр Тюинского сельского поселения.
Село находится примерно в 26 км к востоку от центра города Чернушки на реке Тюй.

## История
Населённый пункт известен с 1820-х гг.

## Население
В 1869 году численность населения составляла 346 человек.
В 2005 году численность населения составляла 620 человек.
По результатам переписи 2010 года численность населения составила 475 человек, в том числе 236 мужчин и 239 женщин.